# Bruce Seldon
Bruce Samuel Seldon, född 30 januari 1967 i Atlantic City, New Jersey, är en amerikansk före detta professionell tungviktsboxare som från april 1985 till september 1996 var världsmästare för organisationen WBA.

## Boxningskarriär
Efter att George Foreman fråntagits WBA-titeln 1995 blev Seldon ny världsmästare då han besegrade Tony Tucker i en match om det vakanta mästerskapet. Seldon förlorade sedan titeln mot Mike Tyson 1996 efter TKO i den första ronden. Seldon verkade vara rädd och mer eller mindre lade sig. Därmed var hans tid bland de stora över.